# 吉良貞経
吉良 貞経（きら さだつね）は、南北朝時代の武将。

## 生涯
三河国幡豆郡吉良荘の前期東条吉良氏3代当主・吉良経家の子として誕生。奥州管領となった吉良貞家の弟で、兄を助け陸奥国における吉良氏の覇権確立に尽力した。
建武2年（1335年）12月の箱根・竹ノ下の戦いの後、兄・貞家は西上する足利尊氏の本軍とは別行動をとり、建武3年（1336年）正月から2月にかけて、尾張国・三河の南朝軍との合戦に従事した。その後、2月に三河矢作で軍の再編を行った後、関東へ向かったが、貞経は兄と行動をともにせず、吉良荘に残り三河の留守部隊の大将を務めることになったらしい。貞家の東国下向の2ヶ月後、4月8日に新田左馬助率いる遠江国の南朝軍が三河に侵攻、同月20日に吉良荘で激戦が繰り広げられた。足利勢は大将「宮内少輔四郎」の下、配下の仁木義高や細川頼種が奮戦して、新田勢を退けた。更に6月8-9日には宝飯郡八幡、6月28日には宝飯郡本野原（いずれも愛知県豊川市）で追撃戦を行い、新田勢を三河から追い出すことに成功したばかりか、更に進んで天竜川畔まで追撃している。このときの大将「宮内少輔四郎」を官途名や仁木氏・細川氏に下知できる身分などから考えて貞経である可能性が高いとされている。
観応の擾乱では、西条吉良氏の吉良満義・満貞、東条吉良氏の貞家がいずれも足利直義を支持したのに対して、貞経だけは尊氏・高師直を支持した。西条吉良氏が直義没後もしばらくの間、あくまでも幕府に抵抗を示したのに対して、東条吉良氏では初めこそ貞家が尊氏派の畠山氏を打ち滅ぼすなどの行動に出たが、すぐに尊氏派へと寝返っている。
正平7年／文和元年（1352年）3月、東条吉良氏は陸奥に一族を集結し、貞家やその嫡子・満家、貞経らによる総攻撃を開始、多賀城の奪還に成功する。さらに翌年5月、宇都峰城を陥落させ、奥州管領の勢威を高めることに成功する。
しかし、正平9年／文和3年（1354年）春以降、兄貞家は没したものか全ての史料より姿を消し、吉良氏の敵対勢力が次々に頭をもちあげてくることとなる。石塔義憲が多賀城の満家を攻撃しこれを占拠、足利直冬から奥州管領に任命される。事態を重く見た尊氏が任命した新管領・斯波家兼が入部し吉良氏と連合して石塔氏を多賀城から排除した。このころ畠山氏の遺児二本松国詮が活動を開始し、吉良・斯波連合軍は二本松氏の排除にも成功する。吉良氏・斯波氏による奥州統治はしばらく安定して機能するが、 正平11年/ 文和5年（1356年）の満家没後、吉良氏内部で室町幕府を後ろ盾とする貞経と鎌倉府を後ろ盾とする満家の弟治家の対立が始まり、正平22年/貞治6年 （1367年）治家は幕府に叛旗を翻し討伐され、貞経・持家の活動もこの年を最後に途絶え、以後消息不明となる。
討伐を受けた治家は明徳元年（1390年）、鎌倉公方足利基氏から招かれ上野国碓氷郡飽間郷を与えられ、関東に根を下ろした。